# بيتر كافناغ
بيتر كافناغ هو منتج تلفزيوني كندي، ولد في 12 يونيو 1953، وتوفي في 7 سبتمبر 2016 بسبب نوبة قلبية.